# Buckland (Surrey)
Buckland is een civil parish in het bestuurlijke gebied Mole Valley, in het Engelse graafschap Surrey met 562 inwoners.